# Emiliano Zapata, Baja California
Emiliano Zapata är en ort i Mexiko.   Den ligger i kommunen Ensenada och delstaten Baja California, i den nordvästra delen av landet, 2 100 km nordväst om huvudstaden Mexico City. Emiliano Zapata ligger 41 meter över havet och antalet invånare är 5 756.
Terrängen runt Emiliano Zapata är platt västerut, men österut är den kuperad. Havet är nära Emiliano Zapata västerut. Runt Emiliano Zapata är det glesbefolkat, med 8 invånare per kvadratkilometer. Närmaste större samhälle är Vicente Guerrero, 2,8 km söder om Emiliano Zapata. Omgivningarna runt Emiliano Zapata är i huvudsak ett öppet busklandskap.